# Taberele de bază de sub Everest
Există două tabere de bază la poalele Muntelui Everest, aflate pe versanții opuși ai munților: Tabăra de bază Sud aflată în Nepal, la o altitudine de 5.364 m, iar Tabăra de Bază Nord este în Tibet, la 5.150 m.
Taberele de bază sunt refugii și locuri de campare rudimentare la poalele Muntelui Everest, folosite de alpiniști în timpul ascensiunii și coborârii. Pentru unii drumeți, ele pot fi și destinații în sine. Tabăra de bază Sud este folosită la urcarea pe creasta sud-estică, în timp ce tabăra de bază Nord este folosită la urcarea pe creasta nord-estică.
Proviziile sunt transportate către tabăra de bază sudică de către hamali, cu ajutorul animalelor, de obicei iaci⁠(d). Tabăra de bază Nord este accesibilă pe un drum asfaltat⁠(d) care se ramifică din Drumul Național 318 din China⁠(d). Alpiniștii se odihnesc de obicei în tabăra de bază timp de câteva zile pentru aclimatizare⁠(d), pentru a reduce riscul răului de altitudine⁠(d).

## Tabăra de bază Sud din Nepal
Traseul spre tabăra de bază a Everestului de pe partea de sud, la o altitudine de 5.364 m, este unul dintre cele mai populare trasee de drumeție din Himalaya și aproximativ 40.000 de oameni fac anual drumeția acolo de la Aeroportul Lukla (2.846 m). Drumeții zboară de obicei de la Kathmandu la Lukla⁠(d) pentru a economisi timp și energie înainte de a începe drumeția spre tabăra de bază. Sunt posibile însă și drumeții spre Lukla. Nu există drumuri de la Kathmandu la Lukla și, prin urmare, singura metodă de transport a mărfurilor mari și grele este avionul.

Harta traseelor de drumeție de la baza Everestului pe partea nepaleză

Din Lukla, alpiniștii urcă spre capitala șerpașilor, Namche Bazaar⁠(d), la 3.440 m, urmând valea râului Dudh Kosi. Drumul până la sat, care este principalul centru locuit al zonei, durează circa două zile. De obicei, în acest moment, alpiniștii își rezervă o zi de odihnă pentru prima aclimatizare. Apoi merg încă două zile până la Dingboche⁠(d), la 4.260 m înainte de a se odihni încă o zi pentru o nouă aclimatizare. Majoritatea drumeților folosesc traseul tradițional pe la mănăstirea Tengboche, dar recent, traseul înalt prin Mong La și Phortse a câștigat popularitate datorită priveliștilor impresionante pe care le oferă. Alte două zile îi duc la tabăra de bază a Everestului prin Gorakshep⁠(d), platoul de sub Kala Patthar⁠(d), 5.545 m și muntele Pumori⁠(d).
Pe 25 aprilie 2015, un cutremur cu magnitudinea de 7,8 grade pe scara momentului a lovit Nepalul și a declanșat pe Pumori o avalanșă care a cuprins tabăra de bază Sud. Cel puțin 19 persoane au fost ucise în urma catastrofei. Puțin peste două săptămâni mai târziu, pe 12 mai, a avut loc un al doilea cutremur⁠(d) cu magnitudinea de 7,3 pe Mw. Unele dintre traseele care duceau la tabăra de bază Everest au fost avariate de aceste cutremure și au avut nevoie de reparații.
Pe 17 iunie 2022 s-a anunțat că tabăra va fi mutată mai jos cu 200–400 m, deoarece ghețarul Khumbu⁠(d), pe care se află campingul, se topește și se subțiază rapid, ceea ce îl face nesigur pentru excursioniști.
În martie 2024 a fost dezvăluit o nouă tablă indicatoare pentru tabăra de bază Everest, ceea ce a stârnit reacții puternice din partea unor drumeți și alpiniști care preferau o stâncă acoperită de graffiti, care multă vreme fusese considerată baza ascensiunii. Panoul, amplasat în emblematica tabără de bază, conținea informații actualizate și o imagine cu Sir Edmund Hillary și Tenzing Norgay. Autoritățile locale au îndepărtat tăblița în mai 2024, probabil din cauza nepopularității ei, deși autoritățile au declarat că doresc să reinstaleze în cele din urmă indicatorul cu informații suplimentare și cu o protecție sporită pentru a-l ajuta să reziste mișcărilor sezoniere ale terenului.

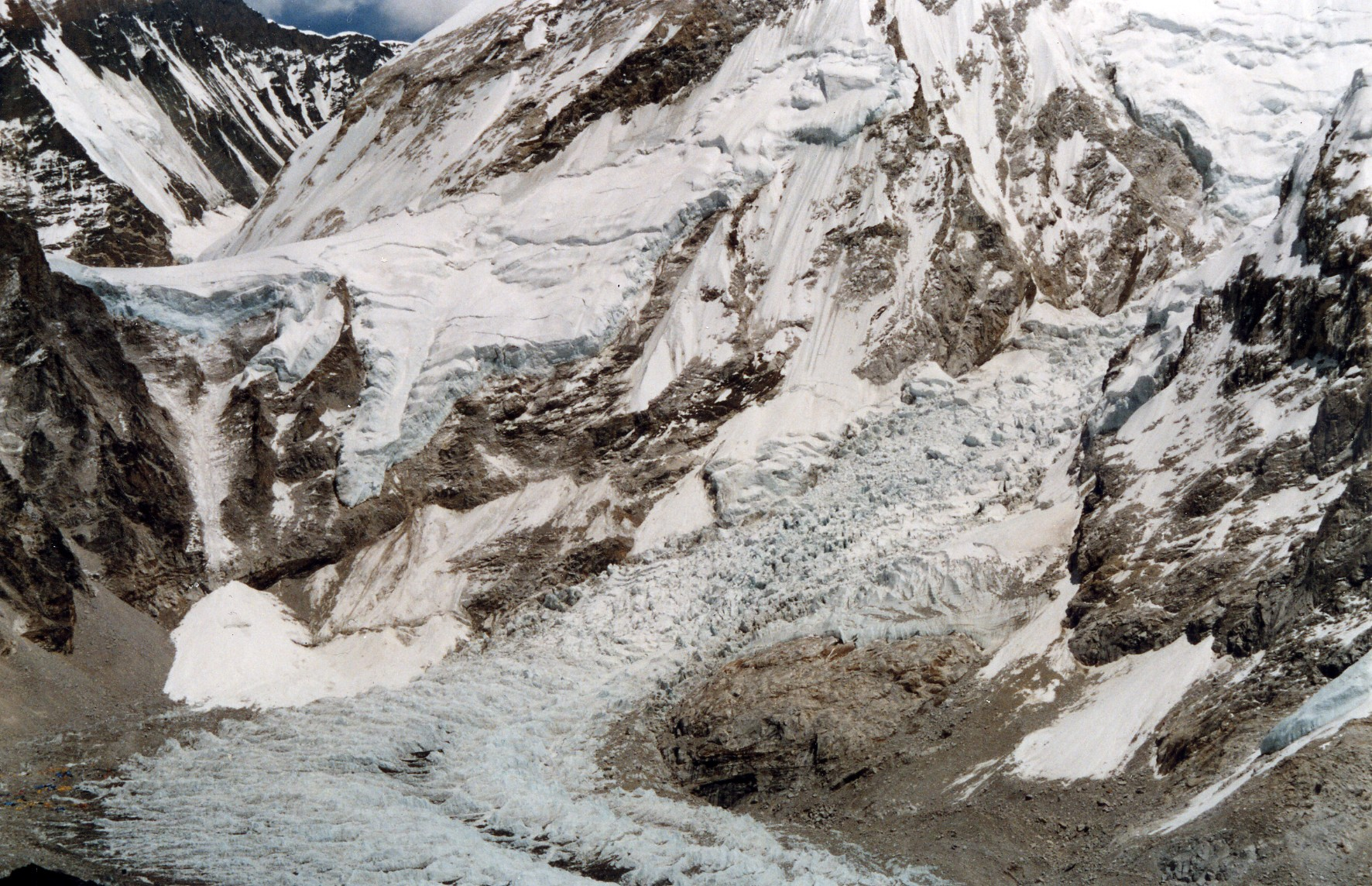
Tabăra de bază din Nepal în stânga jos, cascada de gheață Khumbu⁠(d) în dreapta
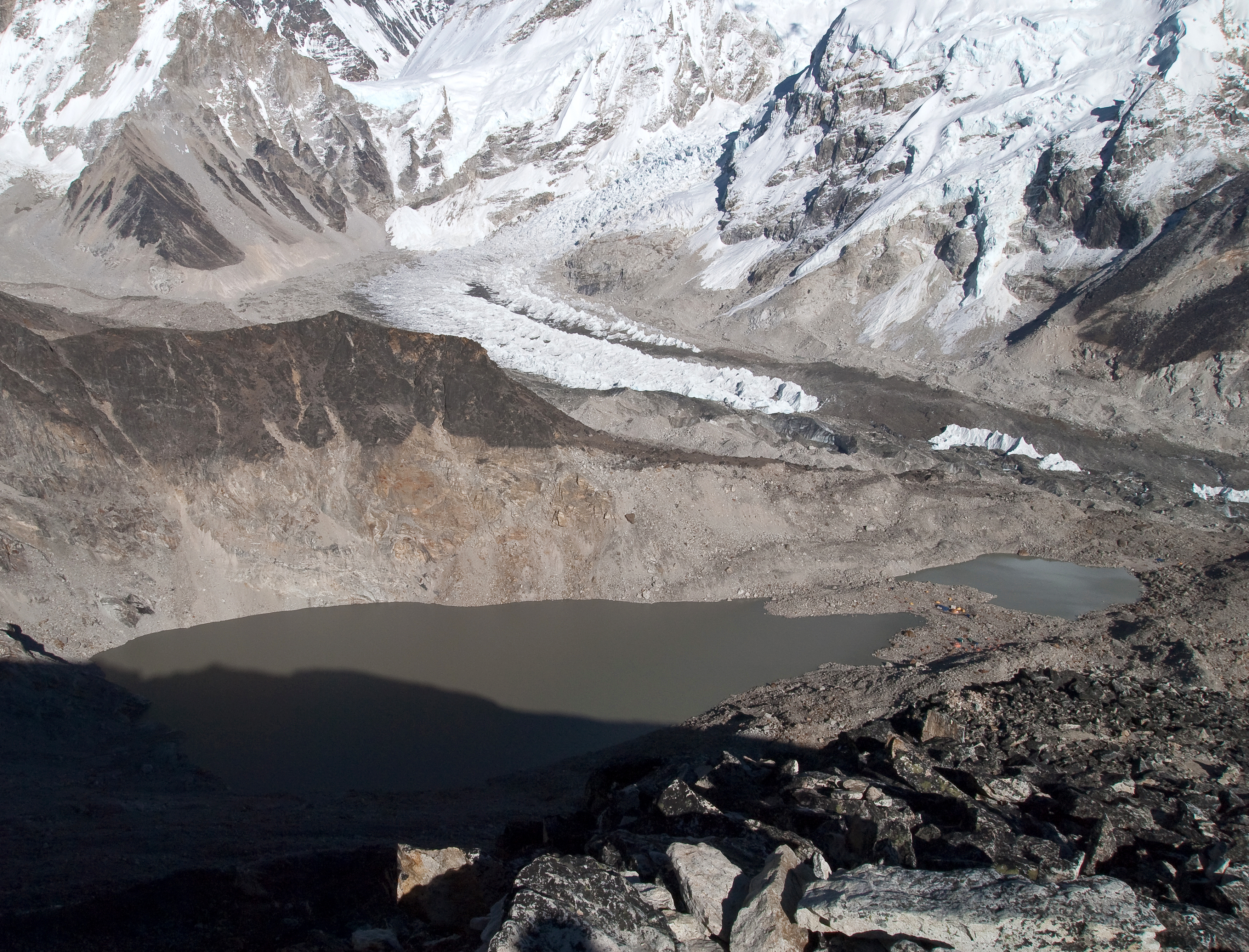
Vedere panoramică a ghețarului Khumbu cu locul taberei de bază în stânga deasupra crestei
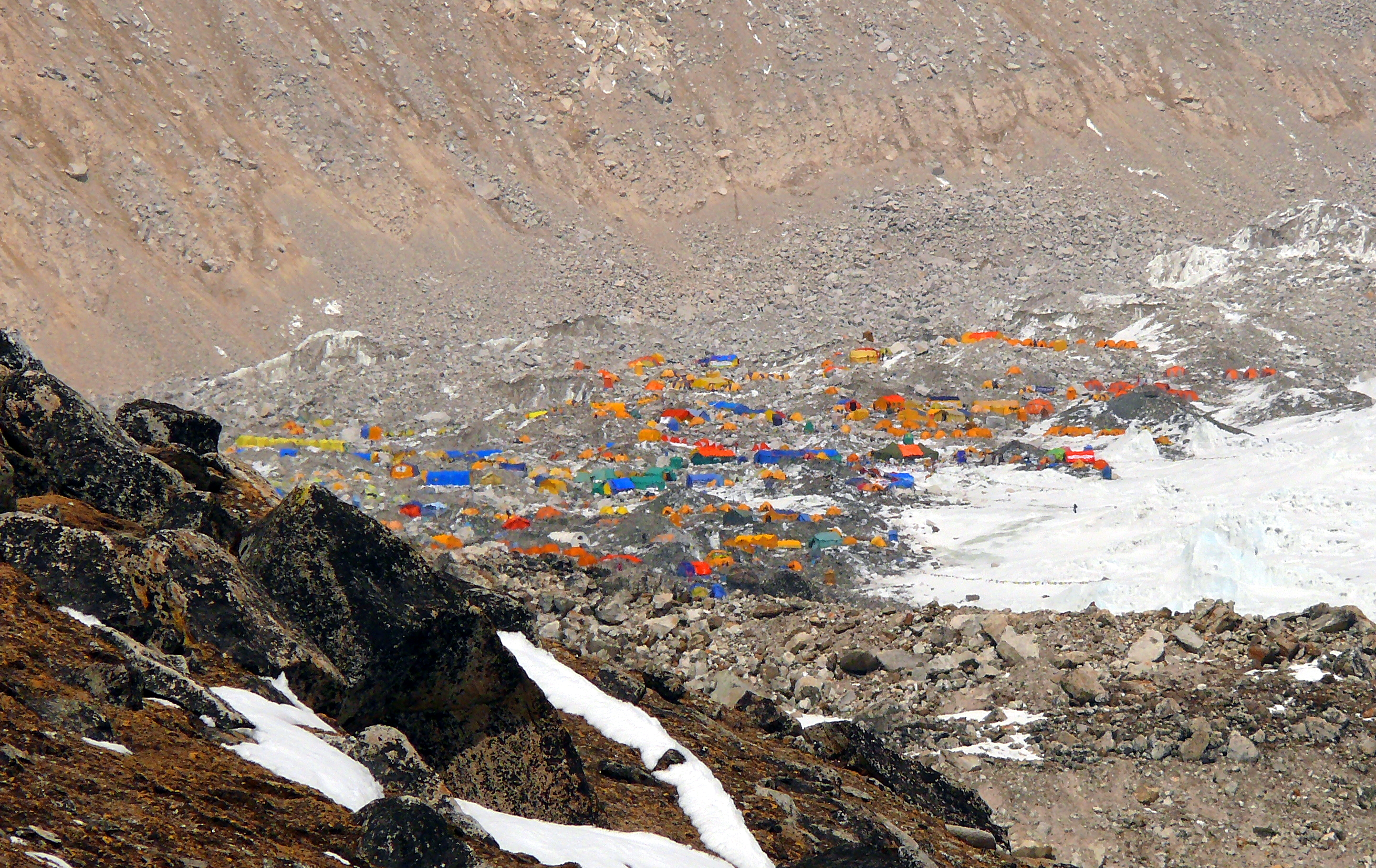
Tabăra de bază Everest
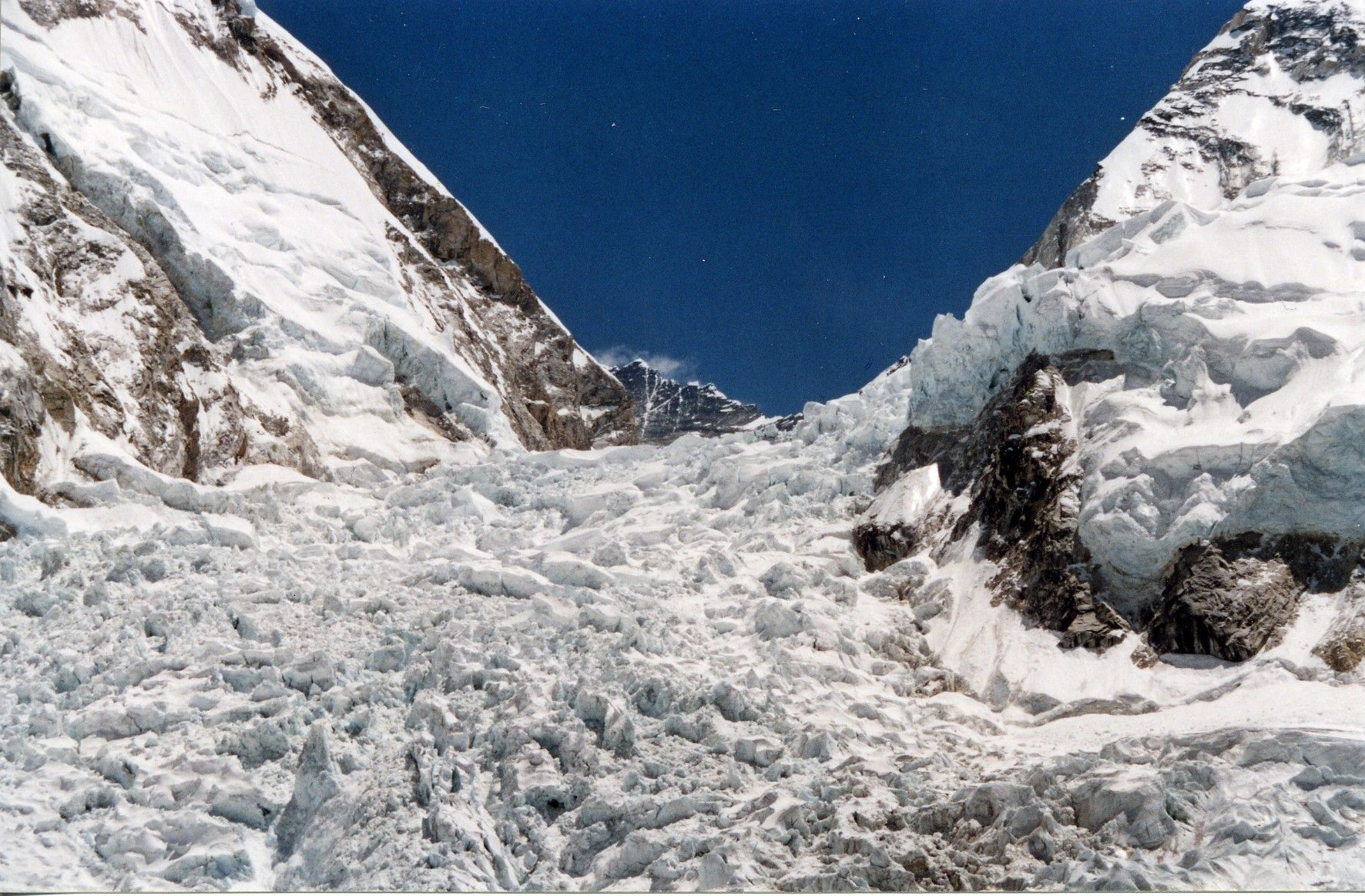
Cascada de gheață Khumbu
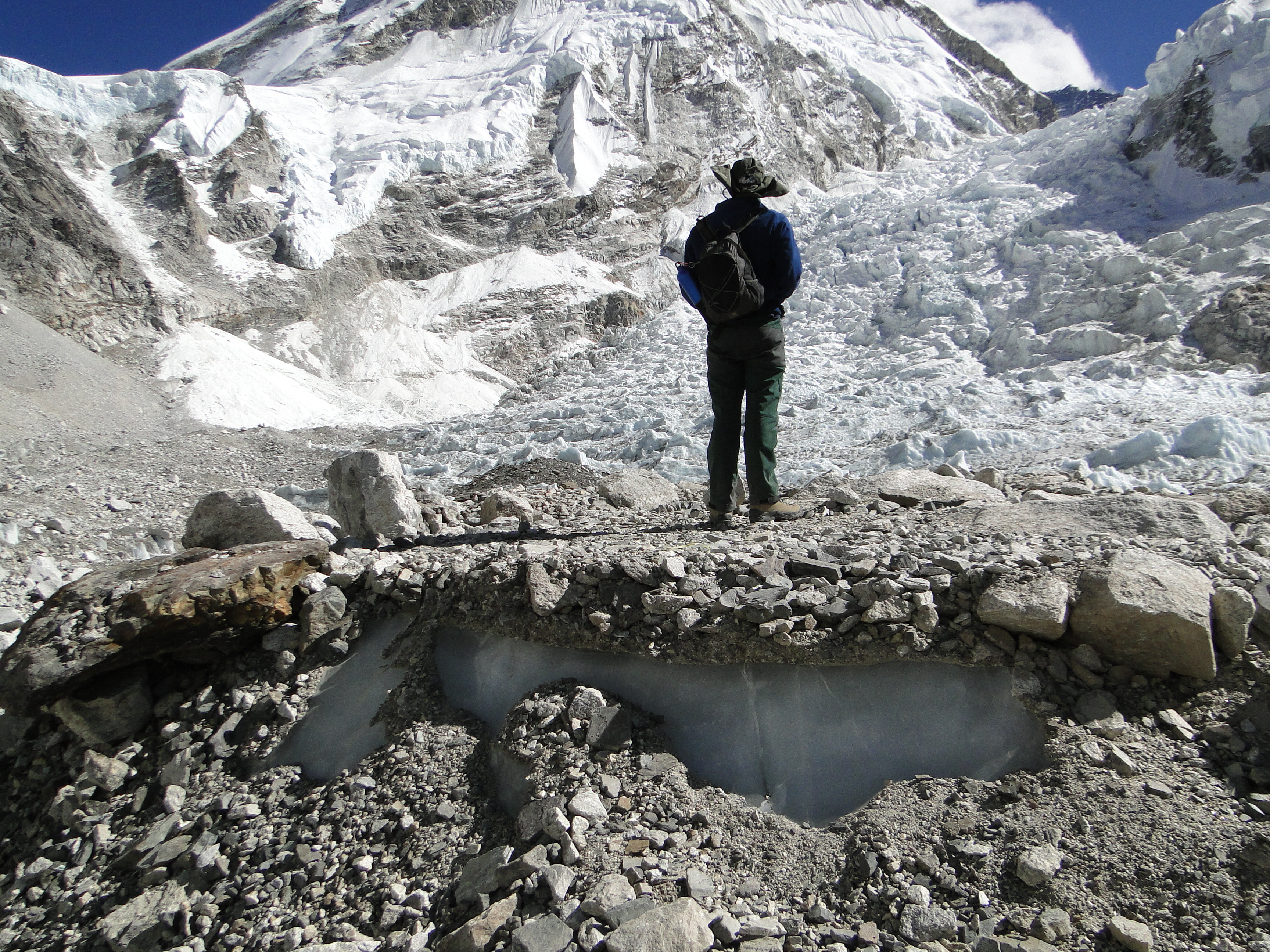
O platformă temporară pentru corturi pe ghețarul Khumbu din sudul taberei de bază, Nepal.
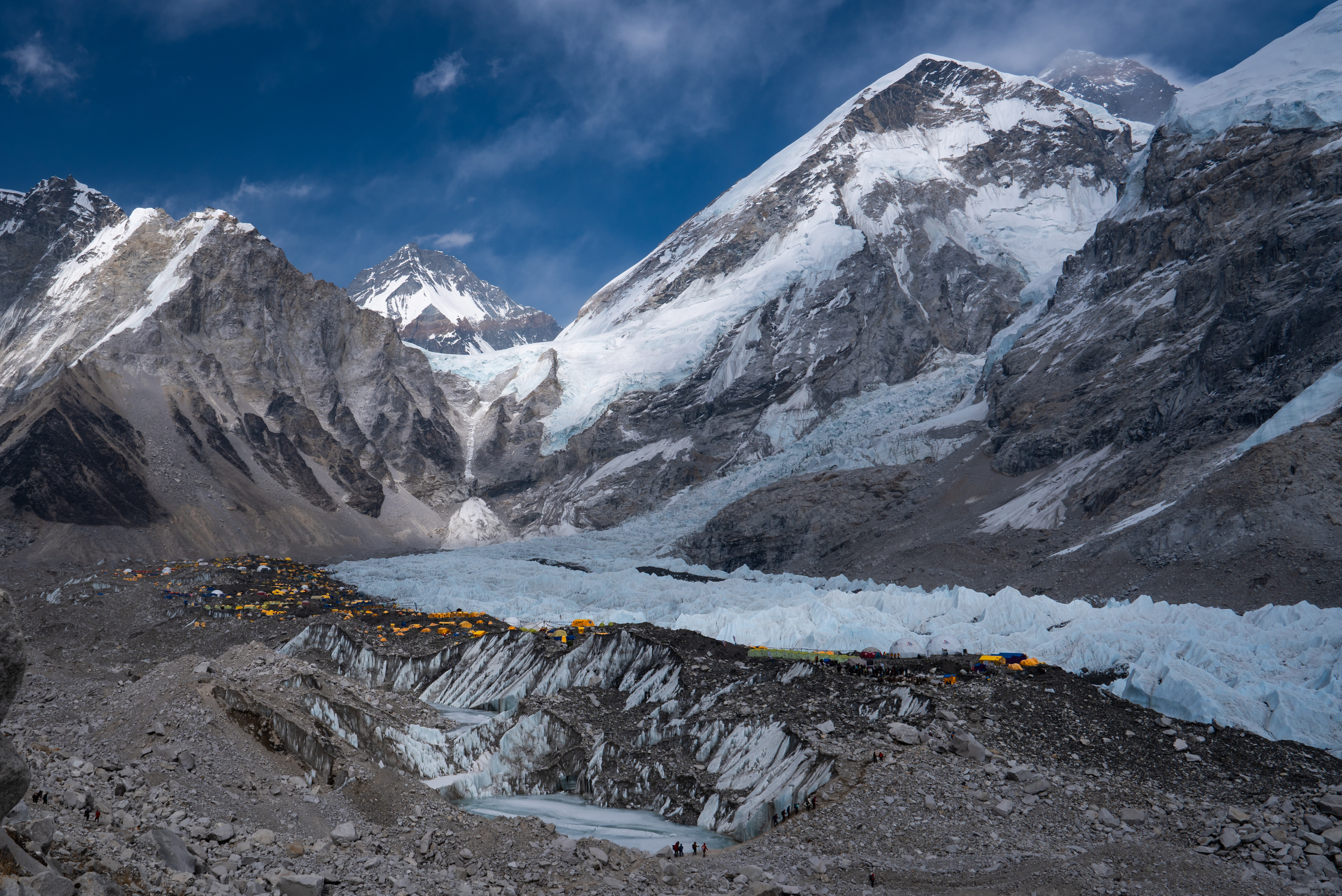
Tabăra de bază Everest se află pe vârful ghețarului care se topește

## Tabăra de bază Nord din Tibet

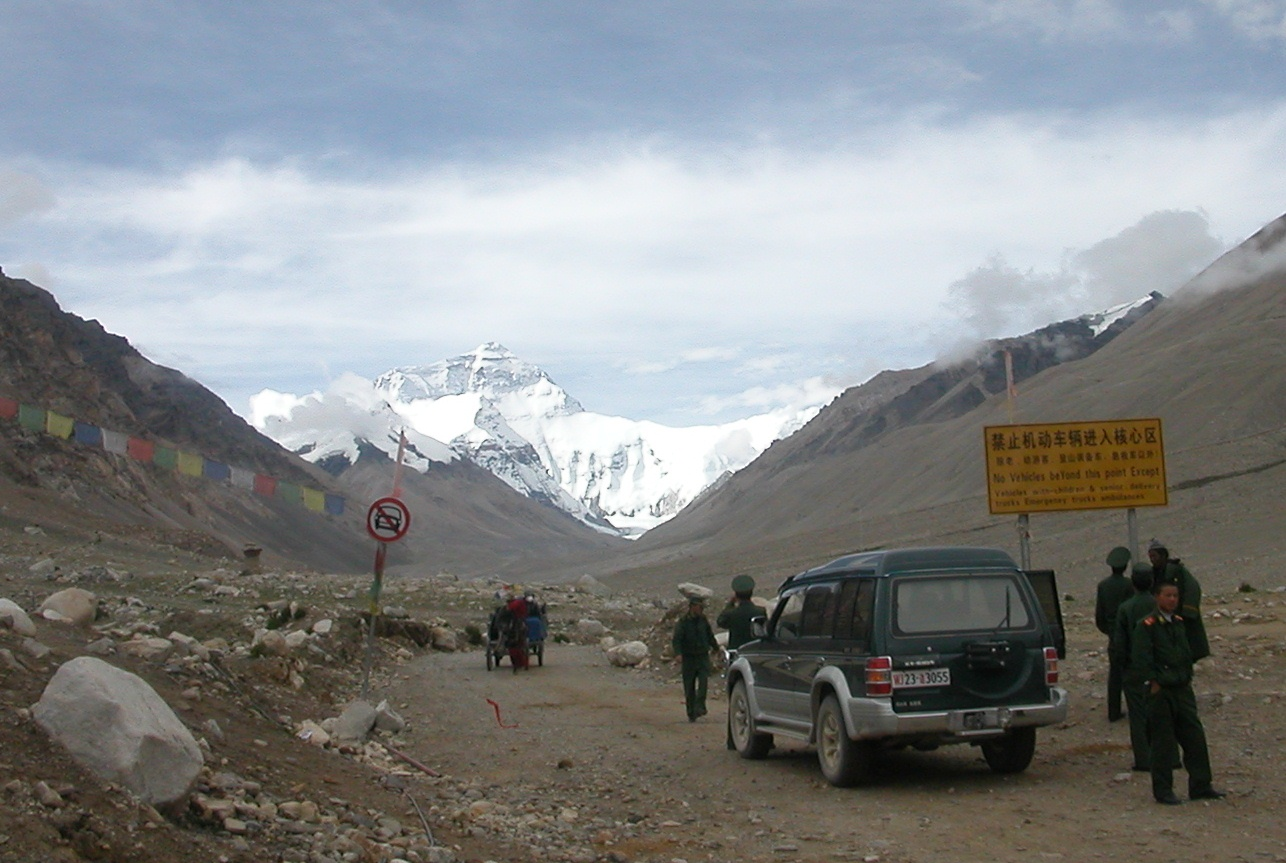
Punctul de plecare către tabăra de bază Nord este mănăstirea Rongbuk. Muntele Everest se vede în fundal.

O vizită la tabăra de bază Nord necesită un permis de la Guvernul Republicii Populare Chineze⁠(d), pe lângă permisul necesar pentru a vizita Tibetul. Astfel de permise pot fi obținute prin intermediul agențiilor de turism din Lhasa, ca parte a unui pachet turistic care include închirierea unui vehicul, a unui șofer și a unui ghid. Tabăra de bază Nord este accesibilă cu vehiculele pe un drum de 100 km care se ramifică spre sud din Șoseaua Prieteniei⁠(d) lângă Shelkar⁠(d), la poalele sudice ale pasului Gyatso La, de 5.220 m. Drumul duce la Mănăstirea Rongbuk, de unde se pot admira priveliști spectaculoase ale feței nordice a Muntelui Everest. De la pensiunea de la Rombuk, toți turiștii erau obligați să ia trăsuri trase de cai sau autobuze mici, administrate de guvern, pentru a limita traficul pe ultima porțiune de drum pietruit până la un deal marcat, la 5.200 de metri deasupra nivelului mării, chiar înainte de tabăra alpiniștilor.

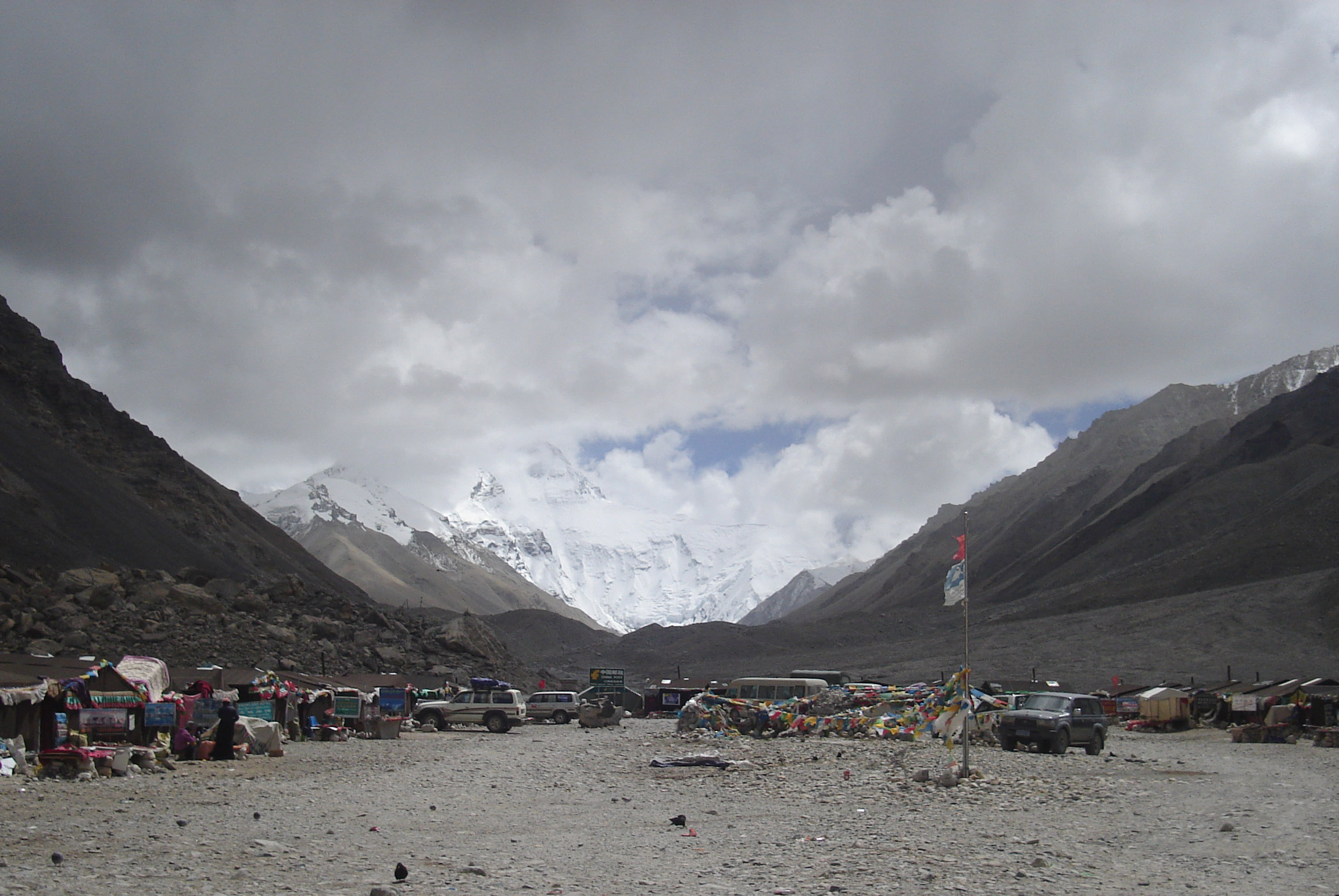
Sat de corturi înființat pentru confortul turiștilor, numit tabăra de bază Everest, în Tibet. Este cel mai îndepărtat punct la care pot ajunge mașinile private. Muntele Everest se poate vedea în fundal.
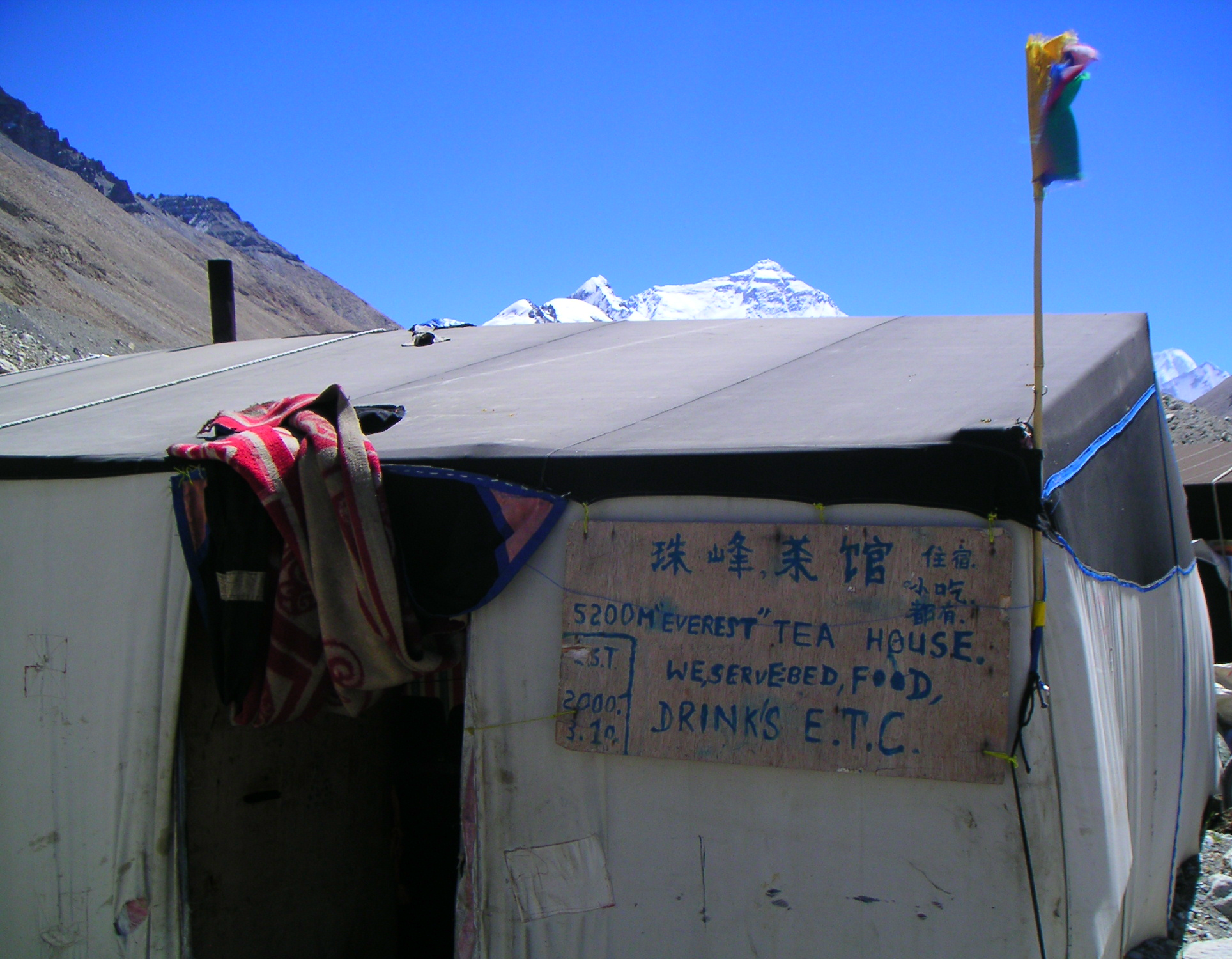
Ceainărie din tabăra de bază de Nord a Everestului. Muntele Everest este vizibil în fundal.
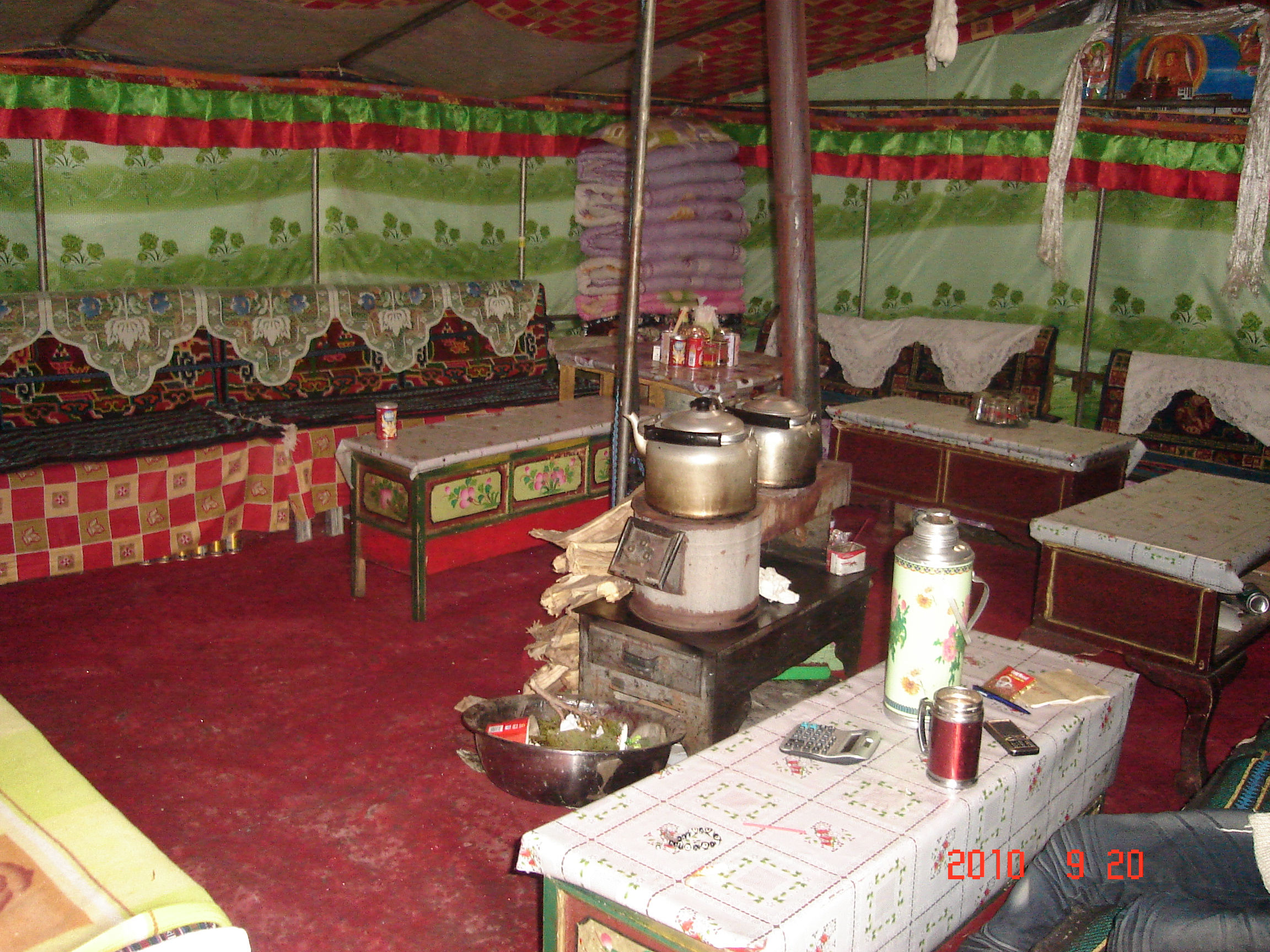
Interiorul ceainăriei/hotelului situat în tabăra de bază Everest, Tibet
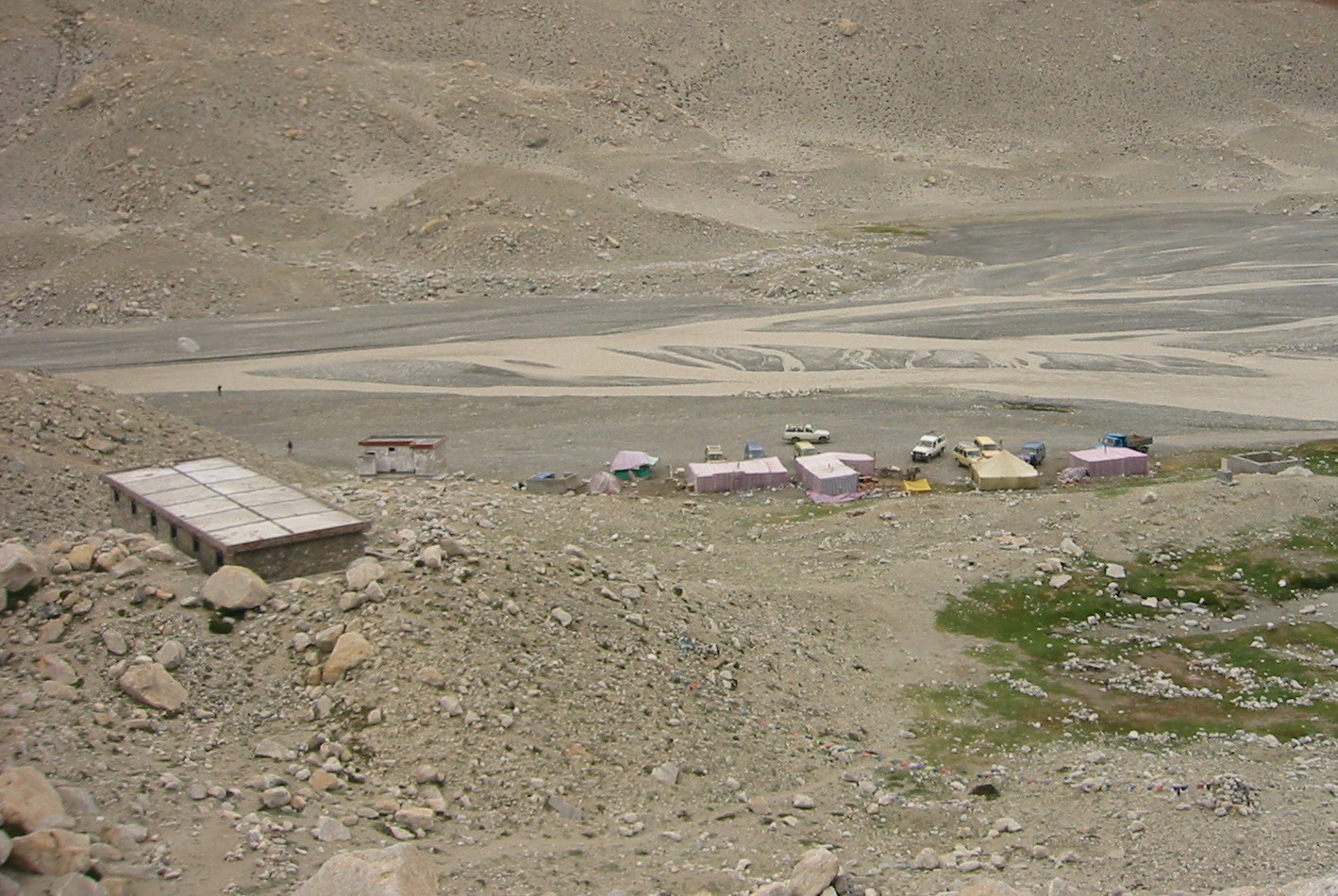
Vedere a taberei de bază Everest Nord privind spre vest, 3 august 2002. Structura permanentă din stânga este destinată alpiniștilor, structura central-stânga este destinată toaletelor, în timp ce structurile temporare din lemn, acoperite cu prelată de plastic, de dedesubt și din dreapta, sunt destinate altor vizitatori și ajutoarelor alpiniștilor.
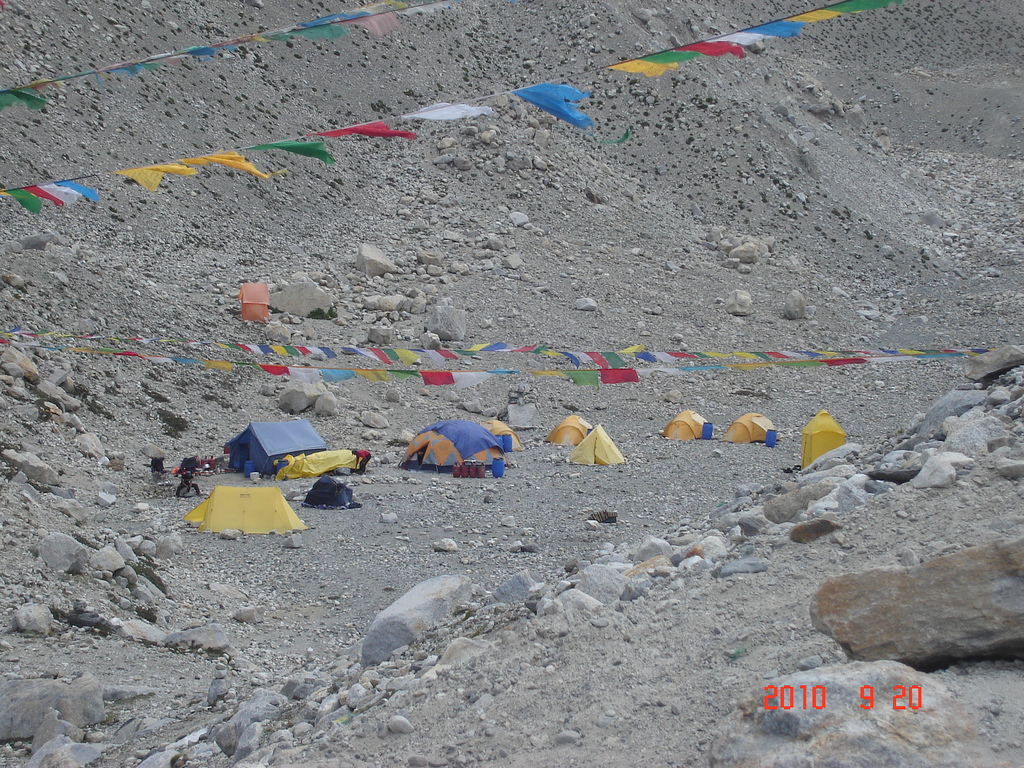
Corturi de alpiniști în zona restricționată dincolo de zona deschisă turiștilor.
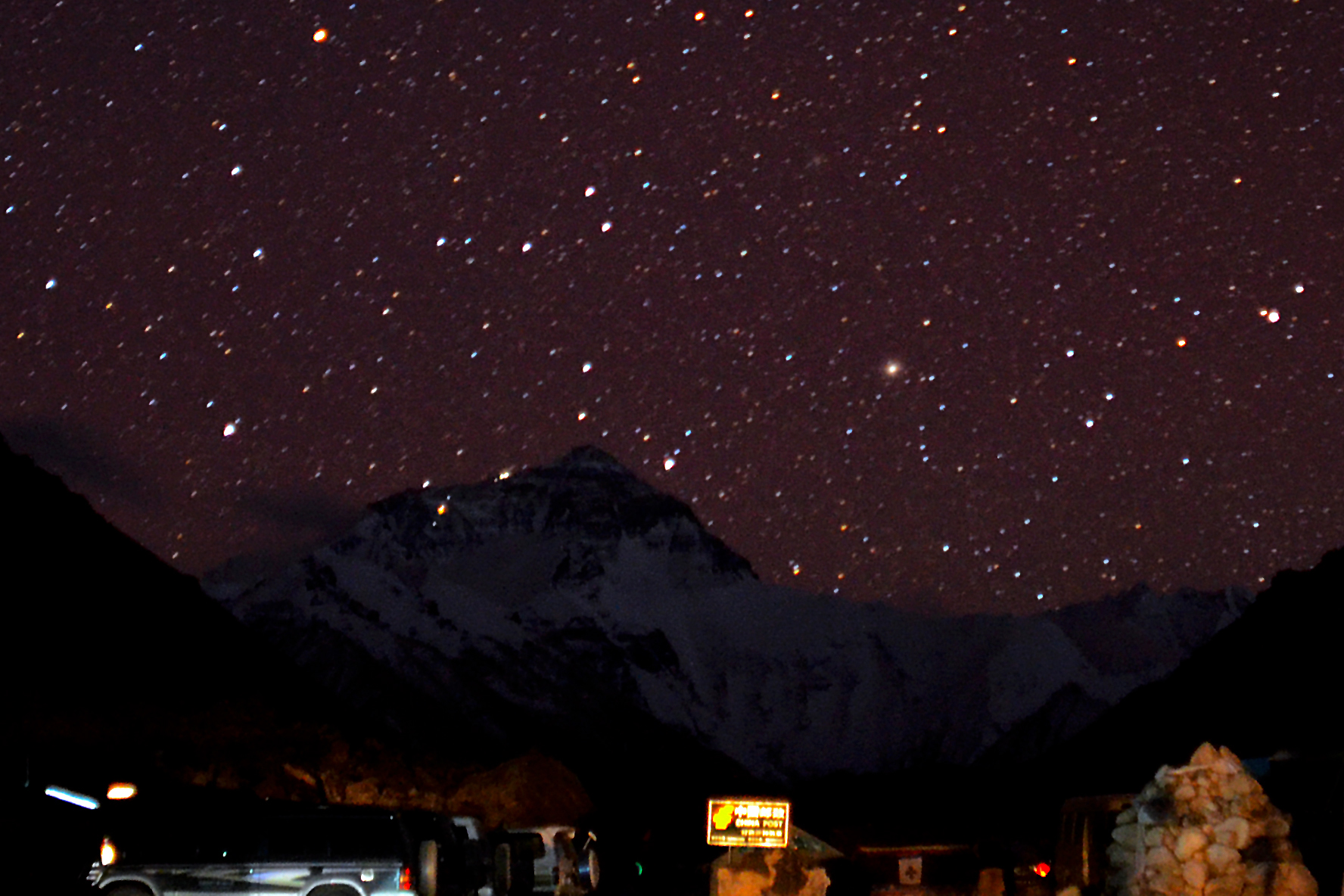
Tabere vizibile pe creasta de nord-est, așa cum se văd din satul de corturi nordic, Tibet, pe 20 mai 2011.